# مازن درويش
مازن درويش محامي سوري وناشط في حقوق الإنسان يرأس المركز السوري للإعلام وحرية التعبير. العديد من المنظمات مثل رويترز وأسوشيتد برس وصفوه بأنه من أبرز النشطاء السورين. تم اعتقاله على خلفية نشاطاته الحقوقية بتاريخ 16 شباط 2012 وأفرج عنه في 10 آب 2015.

## نشاطه الحقوقي
مازن درويش هو رئيس المركز السوري للإعلام وحرية التعبير الذي يعد شريكاً للمنظمة العالمية مراسلون بلا حدود التي أسست عام 2004. رفضت الحكومة السورية ترخيص عمل المنظمة بشكل علني داخل سوريا، ولكن تابعت المنظمة نشاطاتها بشكل سري. في عام 2006 قامت المنظمة بإطلاق موقعها المستقل عبر الإنترنت ولكن الحكومة السورية حجبته على الفور.
في نيسان 2008 تم اعتقال مازن درويش ومعه العديد من زملائه لفترة عشرة أيام بسبب تقرير أعده المركز عن أعمال الشغب التي حصلت في سجن عدرا المركزي، بتهمة إضعاف الحس القومي والنيل من هيبة الدولة. بعد اعتقاله هو وزملائه سارعت 35 منظمة عالمية معنية بحرية الصحافة والتعبير إلى توجيه رسالة مباشرة إلى رئيس الجمهورية بشار الأسد تطالبه فيها بالإفراج عن مازن وزملائه على الفور. تم وضع مازن على لائحة الممنوعين من السفر خارج البلاد من قبل الأجهزة الأمنية السورية لأسباب تتعلق بنشاطه الحقوقي.
أعد مازن تقريراً حقوقياً حول الأوضاع في درعا مع بداية الحراك الشعبي في شهر اذار من عام 2011، كما أنه شارك في المظاهرة المطالبة بالإفراج عن المعتقلين السياسيين في نفس الشهر، وقد أفاد المرصد السوري لحقوق الإنسان بأنه تم اعتقال مازن حينها لفترة وجيزة.

## اعتقاله 2012 -2015
تم اعتقال مازن درويش في ال 16 من شباط عام 2012 من قبل جهاز المخابرات الجوية السورية، برفقة خمسة عشر صحفياً وناشطاً سياسياً بمن فيهم المدونة السورية رزان غزاوي وزوجته الصحفية يارا بدر. تم الإفراج عن هذه الأخيرة في أيار من نفس العام فيما تم الاحتفاظ بمازن حتى ال10 من آب 2015.
اعتبرت منظمة العفو الدولية مازن درويش معتقل رأي بالإضافة لأكثر من عشرين منظمة عالمية معنية بحقوق الإنسان مثل الشبكة العربية للدفاع عن حقوق الإنسان، وهيومن رايتس ووتش ومؤسسة الصحافة العالمية ومراسلون بلا حدود والمنظمة العالمية ضد التعذيب وقعوا جميعهم على رسالة واحدة تطالب بإطلاق سراح مازن بشكل فوري.
كما قامت كاثرين أشتون المسؤولة عن السياسية الخارجية للاتحاد الأوروبي بإدانة اعتقال مازن ودعت الحكومة السورية لإطلاق سراحه على الفور.

## الجوائز والتكريمات
جائزة بينتر العالمية للشجاعة في الكتابة (شاركه بها الكاتب البريطاني ذو الأصول الهندية سلمان رشدي) عن عام 2014 وتقدم هذه الجائزة لشخص تم اضطهاده بسبب كلامه أو نشاطه عن أفكاره ومعتقداته.
جائزة اليونيسكو / جوليرمو كانو لحرية الصحافة في 3 ايار 2015.

## مقالات متعلقة
- رزان زيتونة
- هيثم المالح
- سجن تدمر
- مجزرة سجن تدمر
- سجن صيدنايا
- مجزرة سجن صيدنايا
- سجن عدرا